# Magasrév
Magasrév (1899-ig Viszoka, szlovákul: Vysoká nad Uhom) község Szlovákiában, a Kassai kerület Nagymihályi járásában.

## Fekvése
Nagykapostól 9 km-re északra, az Ung partján fekszik.

## Története
1214-ben említik először és a 20. századig a leleszi prépostság birtoka volt. Az 1214-ben kiadott oklevélben II. Endre megerősíti a premontrei rend leleszi Szent Kereszt kolostorát birtokaiban. Az oklevél a települést „Vyzaka” alakban említi. A későbbi századok során „Vyzaka”, „Wyzoka”, „Viszoka”, „Wiszoka” és „Wysoká” alakban szerepelt az írott forrásokban.
A 14. században a település egy részét a Drugeth család szerezte meg. A 15. század közepén a szomszédos Pálóc nemeseinek voltak itt birtokaik. 1459-ben 17 adózó portát számláltak a faluban, mely 90-108 lakost jelent. A 16. század második felében kálnási és más nemesek is rendelkeztek birtokokkal a községben. Lakói mezőgazdasággal, állattartással, gyümölcstermesztéssel, méhészkedéssel, valamint kézművességgel, főként szabómesterséggel foglalkoztak. A 16. században a reformáció hatására lakói áttértek az új hitre, de később visszatértek a katolikus vallásra. A század utolsó harmadában a lakosság száma emelkedett. 1599-ben már malma és 30 lakóháza volt, mellyel a nagyobb falvak közé számított.
A 17. században többször pusztították hadak a települést. A török betörései és a Habsburg ellenes felkelések harcai miatt szenvedett sokat a község. A járványok sem kímélték meg a lakosságot, különösen az 1709 és 1710-es években pusztító pestis szedett sok áldozatot. Ennek következtében 1715-ben mindössze hét jobbágy és egy zsellér háztartást számláltak a faluban, mely mintegy 40-80 lakost jelentett. Közülük hat szlovák és kettő magyar volt. Anyakönyveit 1730-tól vezetik. Az első katonai felmérés térképén – mely 1782-ben készült – a község „Viszoka” néven szerepel.
A 18. század végén, 1799-ben Vályi András így ír róla: „VISZOKA. Tót falu Ungvár Várm. földes Ura a’ Religyiói Kintstár, lakosai többfélék, fekszik Pálótzhoz nem meszsze, mellynek filiája; határja jeles.”
Fényes Elek 1851-ben kiadott geográfiai szótárában így ír a faluról: „Viszoka, Ung vgye, magyar-orosz-tót f. Palóczhoz keletre 1/2 órányira: 331 romai, 275 gör. kath., 182 ref., 6 zsidó lak. Van elég termékeny földe, s az Ungh mentiben szép erdeje. Ut. p. Unghvár. Emlitendő, hogy itt egy igen nagy tó kiszárittatott, s helyén most szép buza terem. Birja a leleszi prépost.”
1920-ig Ung vármegye Nagykaposi járásához tartozott.

## Népessége
| Év:            | 1994. | 2004.    | 2014.   | 2024.   |
| -------------- | ----- | -------- | ------- | ------- |
| Emberek száma: | 926   | 796      | 811     | 744     |
| Eltérés:       |       | -14,03 % | +1,88 % | -8,26 % |

| Év:            | 2023. | 2024.   |
| -------------- | ----- | ------- |
| Emberek száma: | 747   | 744     |
| Eltérés:       |       | -0,40 % |

1910-ben 1175-en, többségében szlovák anyanyelvűek lakták, jelentős magyar kisebbséggel.
2001-ben 906 lakosából 895 szlovák volt.
2011-ben 817 lakosából 803 szlovák volt.

## Neves személyek
- Itt született 1928-ban Anna Kolesárová szlovák római katolikus vértanú. 2018. szeptember 1-jén boldoggá avatták.
- Itt született 1939-ben Vladimír Popovič szlovák festő, képzőművész, professzor.

## Nevezetességei
- A Hétfájdalmú Szűzanya tiszteletére szentelt, római katolikus temploma 1825-26-ban épült, klasszicista stílusú.
- A Nagyboldogasszony tiszteletére szentelt, görögkatolikus temploma a 19. század második negyedében épült, klasszicista stílusú.
- Református temploma 1912-ben épült, neoklasszicista stílusú.